# Resolució 1333 del Consell de Seguretat de les Nacions Unides
La Resolució 1333 del Consell de Seguretat de les Nacions Unides fou adoptada el 19 de desembre de 2000. Després de recordar totes les resolucions sobre la situació a Afganistan, inclosa la Resolució 1267 (1999), va demanar la prohibició de l'assistència militar als talibans, el tancament dels seus camps i el final de la provisió del santuari del moviment.
Els conductors clau darrere de la resolució van ser informes de Rússia i els EUA. Durant la seva deliberació i després de la seva aprovació, la resolució va ser criticada per posar en perill innecessàriament les vides dels afganesos comuns per la pobresa i la sequera i perjudicar les negociacions de pau amb els talibans (vegeu la secció "Reaccions").

## Resolució

### Observacions
El Consell de Seguretat va reconèixer les necessitats humanitàries crítiques de la població afganesa. Va donar suport als esforços del representant personal del Secretari General de les Nacions Unides per transmetre el procés de pau per establir un govern global, multiètnic i representatiu. Es va condemnar la formació i el refugi de terroristes a les zones controlades pels talibans. Al mateix temps, el santuari proporcionat a Osama bin Laden va ser condemnat ulteriorment i el Consell va observar una acusació contra ell pels Estats Units. Es va destacar que el segrest i l'assassinat dels diplomàtics i periodistes d'Iran constituïa una violació del dret internacional humanitari.
La resolució va assenyalar que els talibans estaven involucrats en el cultiu i el tràfic il·legal d'opi. També hi havia preocupació per les violacions dels drets humans, en particular contra les dones i les nenes.

### Actes
Actuant sota el Capítol VII de la Carta de les Nacions Unides, el Consell exigia que els talibans complissin la Resolució 1267, cessessin el suport als terroristes, tanquessin de camps de formació i finalitzessin activitats il·legals de drogues. Es va ordenar a tots els països que cessessin l'assistència, armament i entrenament als talibans; es va demanar a aquells que mantenien relacions diplomàtiques amb els talibans que reconsideressin les seves relacions i reduir el nombre de personal a les missions dels talibans. Es va decidir que tots els estats tanquessin les oficines dels talibans i Ariana Afghan Airlines; congelar els actius d'Osama bin Laden i els seus associats; impedir el subministrament d'anhídrid acètic; i prohibir que els avions aterrin, desenganxin o sobrepassin el seu territori si s'hagués enlairat i que anés a aterrar en territori talibà. Les restriccions d'aeronaus no s'aplicaven als vols humanitaris i es va demanar al Comitè del Consell de Seguretat que mantingués una llista d'organitzacions humanitàries aprovades que proporcionaven ajuda humanitària a l'Afganistan. També es va imposar una prohibició de viatjar sobre alts funcionaris talibans que no s'aplicaria en circumstàncies religioses o humanitàries.
Es va demanar al secretari general Kofi Annan que informés sobre tots els aspectes de la situació a l'Afganistan, inclosa la implementació de sancions contra els talibans. Es va demanar al Comitè que estableixi i mantingui llistes relacionades amb diferents aspectes del règim de sancions contra els talibans, concedeix excepcions i informi periòdicament sobre violacions de les mesures. En aquest sentit, es va instar a tots els països a cooperar amb el Comitè i a aplicar les sancions. Les mesures entraran en vigor a les 00:01 EDT un mes després de l'aprovació de la resolució actual per un període de 12 mesos. Si el Consell determinés que els talibans complien amb les resolucions anteriors, algunes de les sancions quedarien rescindides; en cas d'incompliment, es considerarien altres mesures.

## Reaccions
La resolució amb suport de Rússia i Estats Units d'Amèrica va ser criticada pel secretari general Kofi Annan perquè perjudicava les negociacions de pau amb els talibans. Xina i Malàisia es van abstenir de la votació de la Resolució 1333 després d'expressar la preocupació que les sancions afectarien a la població afganesa.
L'expert en Afganistan Barnett Rubin va dir que la resolució es va centrar en els interessos estatunidencs i russos i tenia poca rellevància en els problemes reals de l'Afganistan. Human Rights Watch va demanar al Consell de Seguretat de l'ONU que no imposés un embargament d'armes unilateral en una situació en què tots els participants eren culpables de violacions dels drets humans.